# Football
Football er et ord i det engelske sprog som kan bruges til at beskrive flere sportgrene som alle til tider kaldes for football. Football beskriver boldspil der spilles som holdsport. Den mest kendte af disse sportsgrene er fodbold (også kendt som soccer på engelsk), men der er også mange andre sportsgrene som kan også kaldes for football (f.eks. amerikansk fodbold, canadisk fodbold, rugby league, rugby union, australsk fodbold, gælisk fodbold osv.).
I det danske sprog kan ordet football også bruges til at beskrive gridiron-fodbold (dvs. amerikansk og canadisk fodbold).